# Oberbergkirchen
Oberbergkirchen település Németországban, azon belül Bajorországban. Lakosainak száma 1724 fő (2023. december 31.). Oberbergkirchen Buchbach, Ampfing, Zangberg, Lohkirchen, Schönberg, Bodenkirchen és Wurmsham községekkel határos.

## Népesség
A település népessége az elmúlt években az alábbi módon változott:
| Lakosok száma | 1256 | 1221 | 1589 | 1616 | 1628 | 1653 | 1687 | 1688 | 1705 | 1724 |
|               | 1970 | 1975 | 2011 | 2012 | 2014 | 2015 | 2017 | 2019 | 2022 | 2023 |